# Berkuti (Kunstflugstaffel)
Die Berkuti (russisch Беркуты, deutsch Steinadler) sind die Hubschrauber-Kunstflugstaffel der russischen Luftstreitkräfte. Die drei Teams Berkuti, Russkije witjasi und Strischi gehören mittlerweile zu den Standardteams auf den MAKS-Airshows und den Siegesparaden in Moskau.

## Geschichte
Die Berkuti wurden als Hubschrauber-Kunstflugteam 1992 gegründet, um die aus den Erfahrungen des Afghanistan-Krieges am Gefechtsausbildungszentrum der Armeeflieger (ZBP) entwickelten Flugmanöver einer breiten Öffentlichkeit vorzuführen. Die anfangs sieben verwendeten Mi-24 waren bis auf die Führungsmaschine, die großflächig in schwarz gehalten und am Heck mit den russischen Nationalfarben weiß, blau und rot versehen wurde, in den üblichen Tarnfarben lackiert, hatten jedoch – auf der Höhe des Cockpits beginnend – einen über die gesamte Länge des Rumpfes führenden blitzförmigen Streifen in den Nationalfarben. Auf der Steuerbordseite der Cockpits befand sich das Teamemblem, das aus einem Adler mit Raketen in den Klauen und dem kyrillischen Kürzel ЦБП (für ZBP) gebildet wurde. Das Team verwendete für Vorführungen auch Mi-24, die keine besondere Kennzeichnung oder Lackierung aufwiesen.

## Zwischenfälle

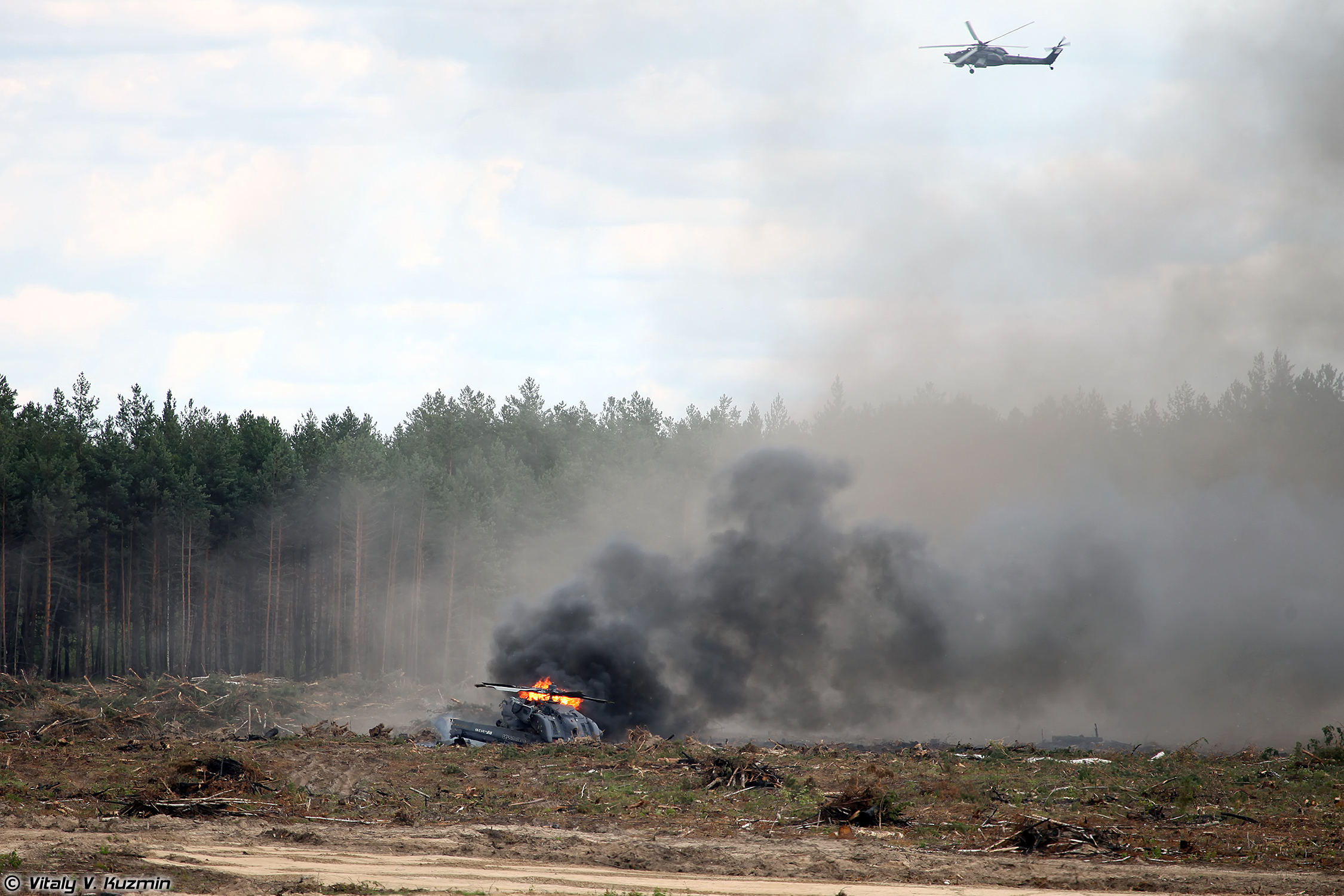
Verunfallte Maschine am 2. August 2015

Am 2. August 2015 stürzte am Ende einer Vorführung im Rahmen der internationalen Luftwaffenübung „Aviadarts“ auf dem russischen Übungsgelände Dubrowitschi nahe Rjasan eine Mi-28 ab und fing Feuer. Ein Pilot konnte sich verletzt in Sicherheit bringen, der andere kam ums Leben. Als Grund wurde ein Versagen in der Hydraulik angegeben und die gesamte Mi-28-Flotte vorübergehend stillgelegt. Jedoch bereits auf der MAKS-Airshow Ende August 2015 zeigte das Team wieder sein Können.

## Ausrüstung
- Mi-24 (1992–2012)
- Mil Mi-28N (seit 2012)[1]